# 狂犬病免疫グロブリン
狂犬病免疫グロブリン（きょうけんびょうめんえきグロブリン、英: Rabies immunoglobulin、RIG）は、狂犬病ウイルスに対する抗体で作られた医薬品である。暴露後の狂犬病の予防に使用される。狂犬病免疫グロブリンは傷口を水と石鹸またはポビドンヨードで洗浄した後に投与され、その後に狂犬病ワクチンが投与される。投与法は、創傷部位と筋肉内への注射である。以前に狂犬病の予防接種を受けたことがある人には必要ない。
一般的な副作用には、注射部位の痛み、発熱、頭痛などがあげられる。アナフィラキシーなどの重度のアレルギー反応がおこることはまれである。妊娠中の人への使用にる胎児への害については明らかではない。作用機序は、狂犬病ウイルスが神経組織に侵入する前に結合することで作用する。ウイルスが中枢神経系に侵入した後では、狂犬病免疫グロブリンは役に立たない。
狂犬病免疫グロブリンが血清の形で使用されるようになったのは1891年からである。1950年代には医療の分野で一般的に使用されるようになった。世界保健機関の必須医薬品リストに収載されている。狂犬病免疫グロブリンは高価であり、開発途上国では入手が困難である 。米国では1投与あたり1,000米ドル以上かかると推定されている。いくつかの改版は、血液中に高レベルの抗体を持つ人や馬の血漿から作られている。馬の血漿から作られたものは安価だが副作用の発生率が高い。モノクローナル抗体の改版も多数利用可能である。